# Кулиев, Махар Мустафа оглы
Махар Мустафа оглы Кулиев (азерб. Məhər Mustafa oğlu Quliyev; 1924, Казахский уезд — 6 февраля 2011, Товуз) — педагог, преподаватель средней школы имени Садыгова. Герой Социалистического Труда (1978).

## Биография
Родился в 1924 году, в селе Бозаганлы, недалеко от Товуза.
В 1941—1945 годах воевал в Великой Отечественной войне.
Начал трудовую деятельность учителем в средней школе села Хатынлы Товузского района. После работал педагогом в средних школах — имени Насреддина Туси, имени Пушкина, имени Садыгова. Благодаря своей деятельности сумел привлечь учеников к химии и школьным олимпиадам.
В результате его обучения школа имени Садыгова заняла первое место по олимпиаде в Азербайджанской ССР. В то же время Кулиев создал крупнейшую химическую лабораторию в Азербайджане.
Заслуженный учитель Советского Союза, методист, видный деятель образования, заслуженный учитель Азербайджана.
Был делегатом XIX Всесоюзной конференции КПСС.
В 2002 Кулиев получил персональную стипендию Президента Азербайджана.
Скончался 6 февраля 2011 года.

## Память
В 1982 году режиссёр Мири Рзаев снял на студии «Азербайджанфильм» документальный фильм о Махаре Кулиеве под названием «Məhərin məktəbi».